# Ricardo Balaca
Ricardo Balaca y Orejas-Canseco – hiszpański malarz batalista tworzący w XIX wieku.
Był synem José Balaca y Carrión i bratem Eduardo Balaca, również malarzy. Urodził się w Lizbonie, gdzie jego ojciec przebywał na emigracji z powodów politycznych. Rozpoczął naukę w pracowni ojca, później studiował na Królewskiej Akademii Sztuk Pięknych św. Ferdynanda w Madrycie, gdzie był uczniem Federico de Madrazo. Bardzo wcześnie przejawiał talent artystyczny; już w 1858 mając zaledwie 13 lat, wziął udział w Krajowej Wystawie Sztuk Pięknych w Madrycie, zdobywając wyróżnienie cum laude. Ożenił się z Teresą Vergara Dominguez, z którą miał troje dzieci. Zmarł przedwcześnie mając 36 lat.
Specjalizował się w malarstwie batalistycznym, gatunku typowym dla XVIII wieku, który powrócił w epoce romantyzmu w XIX wieku. Malował sceny inspirowane hiszpańskim średniowieczem oraz współczesnymi mu wydarzeniami. W czasie III wojny karlistowskiej (1872-1876) został mianowany korespondentem wojennym i namalował liczne sceny walk. Znany obraz przedstawiający panoramicznie bitwę pod Almansą (1862) znajduje się w siedzibie parlamentu w Madrycie. Wykonał też cykl kilkuset ilustracji do powieści Don Kichot dla wydawnictwa Montaner y Simón.